# Newestino (obwód Burgas)
Newestino (bułg. Невестино) – wieś w Bułgarii, w obwodzie Burgas, w gminie Karnobat. W 2023 roku liczyła 512 mieszkańców.